# Alexander von Nordmann
Pour les articles homonymes, voir Nordmann.
Alexander von Nordmann, né le 24 mai 1803 au village de Kymmene et mort le 25 juin 1866 à Abo, est un botaniste, zoologiste et un paléontologue finlandais suédophone, sujet de l'Empire russe.

## Biographie

### Carrière
Il naît dans la famille d'un officier d'origine suédoise, David von Nordmann, devenu colonel de l'Armée impériale russe et commandant de la brigade d'artillerie de la petite île de Rochensalm. Alexander von Nordmann obtient son doctorat de philosophie de l'Académie impériale d'Abo (alors capitale du grand-duché de Finlande) en 1827, puis un doctorat de médecine de l'université de Berlin. Nordmann était polyglotte : suédois (sa langue maternelle), allemand et russe, ainsi que français et latin.
Alexander von Nordmann fait paraître en 1832 un travail décrivant soixante-dix espèces d’helminthes parasites de l’être humain et d’autres vertébrés. Il devient, le 22 janvier 1832, professeur d’histoire naturelle, de botanique et de zoologie au lycée Richelieu d'Odessa. Il visite, en 1833, la Crimée et se marie avec sa cousine Anna Helen Blunk. Il obtient en 1834, le poste de conservateur des arbres fruitiers et des plantes ornementales au jardin botanique d’Odessa. Nordmann y fonde une école d’horticulture et un département de sériciculture. Il étudie la flore du sud de la Russie, mais aussi de Hongrie et de Serbie. Il échange des plantes avec d'autres naturalistes de Saint-Pétersbourg, de Berlin, ou de Vienne. Après la mort de sa femme durant une épidémie de choléra en 1848, il regagne le grand-duché de Finlande et enseigne la zoologie à Helsingfors. Il est membre de vingt-neuf sociétés savantes (dont l'Académie française, dont il est correspondant étranger, ainsi que de l'Académie des sciences de Saint-Pétersbourg) et auteur de cinquante-huit publications. Il meurt d'une crise cardiaque en 1866.

### Expédition du Caucase
L'espèce Abies nordmanianna (le sapin de Nordmann) lui a été dédiée. Il l'a découverte en 1835 dans une expédition au Caucase au nord-est de Bordjomi. Il était accompagné de deux amis : le jardinier du jardin botanique d'Odessa, Dollinger, et de l'homme de lettres Bestoujev-Marlinski, connaisseur du Caucase. La traversée de la mer Noire s'est effectuée à bord d'un petit voilier, puis les membres de l'expédition ont visité les rivages de Gagra et de Soukhoumi, etc. mais ils ont dû subir plusieurs assauts armés et se réfugier à bord, néanmoins ils ont pu récolter près de deux mille spécimens de plantes et des collections d'insectes et d'amphibiens dans l'arrière-pays. Leur expédition qui a lieu ensuite dans les montagnes a duré trois semaines, dans une zone dangereuse infestée de malaria. Ils retournent ensuite par la terre ferme en longeant la côte de Poti jusqu'à Sébastopol. Au total, ce sont environ douze mille taxons de plantes, trois cents mollusques, deux cent trente-deux oiseaux naturalisés, et trois mille six cents insectes qui ont été rapportés en 1836.
Nicolas Ier lui fait don d'une chevalière avec brillants à son retour. Le sapin de Nordmann est depuis lors l'un des sapins les plus répandus comme arbre de Noël avec des millions d'unités vendues chaque année.

## Quelques publications
- (la) Catalogus avium in Rossia meridionale observatarum // Bull. Nature. Moscou. − 1834. − p. 445–451.
- (de) Aquila fulva in Gefecht // Zoolog. Garten. − tome 2. − p. 68.
- (fr) Observations sur la faune pontique. Voyage dans la Russie méridionale et la Crimée, par la Hongrie, la Valachie et la Moldavie, exécuté en 1837 avec A. de Demidoff. 4 vol. − Paris, 1840.
- (de) Christian von Steven der Nestor der Botaniker, Moscou, 1865